# Gallin-Kuppentin
Gallin-Kuppentin é um município da Alemanha localizado no distrito de Ludwigslust-Parchim, estado de Mecklemburgo-Pomerânia Ocidental.
Pertence ao Amt de Eldenburg Lübz.